# Лопухин, Степан Иванович
Степан Иванович Лопухин (? – не ранее июля 1727 года) –  стольник и ландрат в Пскове из рода Лопухиных.

## Биография
В 1691 г. стольник царицы Евдокии Фёдоровны, c 1692 г. стольник царя Петра I. Позднее во время Северной войны, упоминается как стольник Новгородского полка.
В 1716 г. был назначен ландратом в Пскове. Руководил обеспечением армии и флота на заключительном этапе Северной войны.

## Участие в деле царевича Алексея
Оказался репрессирован по делу царевича Алексея вместе со многими другими представителями рода. Поводом послужил смех Лопухина во время траурной литургии в Троицком соборе по случаю смерти сына Петра I, царевича Петра Петровича. В застенке Тайной канцелярии один из свидетелей показал потом, что Лопухин промолвил: «Еще его, Степана, свеча не угасла, будет ему, Лопухину, впредь время», намекая на сына царевича Алексея, будущего императора Петра II. По указу царя Петра был сослан в Кольский острог «по тайным делам на вечное житье», где вновь проходил по делу об оскорблении государя, а также бил военных и гражданских чинов и «обиды им творил». Кольские и архангельские власти жаловались на Лопухина в Канцелярию тайных розыскных дел и 8 сентября 1722 года в Архангелогородской губернской канцелярии получен был указ от 18 августа, которым велено было: 
«Степана Лопухина допросить, для чего он будучи в ссылке, означенное непотребство и обиды и разорение и безчестныя и поносныя слова чинил, и убийством похваляется; и тот допрос прислать в Тайную канцелярию; а ему, Степану за такия его непотребства, при градских жителях, учинить наказание — вместо кнута бить батоги нещадно; и, по учинении того наказания, сказать ему указ с приложением руки его и собрать по нем поруки в том, что ему впредь так непорядочно отнюдь не поступать и жить смирно, а ежели он Лопухин впредь будет в такия же непотребства вступать, и за то учинено будет ему жестокое наказание: бит будет кнутом и сослан будет на каторгу в вечную работу; а буде порук в оном смирении по нем Лопухине не будет, то держать ево Лопухина за караулом»
В 1727 году после воцарения императора Петра II, указом Верховного Тайного Совета от 21-го июля Лопухин был возвращен из ссылки: 
«Приказано записать указ, чтоб тех людей, которые в прошлом 1718-м году, по делу, которое было в розыскной канцелярии у Петра Толстова, сосланы в ссылку свободить, а именно: из Сибири Александра Лопухина, Семена Баклановского, Григория Сабакина; из Кольскаго острога Степана Лопухина, князя Семена Щербатова и прочих, которые по тому ж делу сосланы. И о том к губернаторам послать указы; тако ж Гаврила Лопухина, который в Астрахани при Адмиралтействе, оттуда уволить»
Марья Титовна, жена Лопухина, пережила из-за побоев несколько выкидышей (только два в 1730 г., в феврале и декабре), прежде чем ей позволили перейти под защиту дяди полковника Афанасия Прокофьевича Радищева.

## Семья
- отец — Иван Никифорович, упоминался в 1688—1708 гг.
- жена — Мария Титовна Жукова (по другим данным Радищева), скончалась не ранее июня 1749 года.
- сын — Василий Степанович, упоминался в 1710 г.